# 女盗賊プーラン
『女盗賊プーラン』（おんなとうぞくプーラン、原題：Bandit Queen）は、1994年に公開されたインドの伝記映画。盗賊から政治家に転身したプーラン・デーヴィーの半生を描いており、『インド盗賊の女王プーラン・デヴィの真実』の著者マーラ・センが脚本家として参加している。シェーカル・カプールが監督、シーマ・ビシュワースが主演を務めている。第47回カンヌ国際映画祭の監督週間部門で初上映され、エディンバラ映画祭でも上映された。第67回アカデミー賞の外国語映画賞インド代表作品に選出されたが、ノミネートはされなかった。

## キャスト
- プーラン・デーヴィー - シーマ・ビシュワース
- ヴィクラム - ニルマル・パンディ（英語版）
- プッティラル - アーディティヤ・シュリーヴァースタヴァ（英語版）
- デヴィディーン - ラーム・チャラン・ニルマルカール
- ムーラ - サヴィトリ・ラークワル
- アショク・チャンド・タクール - ガジャージ・ラオ
- カイラシュ - サウラブ・シュクラ
- マーン・シン - マノージュ・バージペーイー
- マドゥー - ラグビール・ヤーダヴ
- バーバ・ムスタキム - ラジェシュ・ヴィヴェーク（英語版）
- バーブ・グジャール - アニルドゥ・アグルワール（英語版）
- タクール・シュリ・ラーム - ゴーヴィンド・ナームデーヴ（英語版）
- 貨物自動車の運転手 - シェーカル・カプール（カメオ出演）
- ダヌア - アニール・サーフ

## 受賞
国家映画賞
- ヒンディー語長編映画賞（英語版）：『女盗賊プーラン』
- 主演女優賞（英語版）：シーマ・ビシュワース
- 衣装デザイン賞（英語版）：ドリー・オーウァリア（英語版）

フィルムフェア賞
- 作品賞（英語版）：『女盗賊プーラン』
- 監督賞：シェーカル・カプール
- 撮影賞（英語版）：アショク・メータ
- 新人女優賞：シーマ・ビシュワース

## トラブル
プーランは映画が事実に基いていないと主張して上映禁止を求め、受け入れられない場合は劇場の外で焼身自殺すると通告した。最終的に製作会社のチャンネル4が4万ポンドを支払ったため、彼女は主張を取り下げた。